# Bavayia sauvagii
Bavayia sauvagii es una especie de gecko del género Bavayia, perteneciente a la familia Diplodactylidae. Fue descrita científicamente por Boulenger en 1883.

## Distribución
Se encuentra en Nueva Caledonia (Maré).